# Quartiere San Donato
San Donato è un ex-quartiere di Bologna, ora zona statistica, accorpato al quartiere San Vitale nel 2016 a formare il quartiere San Donato-San Vitale.

## Storia

### Dall'antichità all'età moderna
I primi insediamenti nella zona risalgono all'Età del bronzo recente (1350-1150 a.C.), mentre sotto l'attuale quartiere fieristico sono state ritrovate tracce di un villaggio di epoca villanoviana.
Nel Basso Medioevo l'attuale quartiere San Donato faceva parte della guardia civitatis del comune di Bologna, ovvero la fascia del suburbio che si estendeva per un raggio di tre miglia dalle mura cittadine. Qui erano presenti le parrocchie di Sant'Egidio – la più importante – San Donnino, San Nicolò di Villola, San Giovanni in Calamosco e San Martino di Camurata (oggi scomparsa). Il territorio di Sant'Egidio era diviso in due dal corso del torrente Savena, finché non fu deviato nel 1776; mentre dopo il 1861, con la costruzione della ferrovia Bologna-Ancona, Sant'Egidio rimase separato fisicamente dal territorio di San Donato, e nel 1962 la chiesa rientrò nel quartiere San Vitale.
Per tutta l'età moderna e fino alla fine dell'Ottocento l'area attorno alla strada di San Donato era una zona di campagna, dalla forte vocazione agricola. Nel 1600 contava appena 1454 abitanti, mentre alla fine del XIX secolo ne contava 2332.

### Età contemporanea
Ancora fino alla metà del XX secolo San Donato era una zona scarsamente urbanizzata: i pochi insediamenti presenti erano di ridotte dimensioni, dal carattere rurale e posti per lo più vicino alle parrocchie principali. Nel 1901 in quest'area, contrassegnata ancora dalle fortificazioni del campo trincerato di Bologna, scoppiò un'epidemia di malaria.
Il primo consistente intervento edilizio nel suburbio fuori Porta San Donato avvenne nel 1909 quando l'Istituto Autonomo Case Popolari innalzò due palazzi in via Piana. Tuttavia rappresentò un episodio isolato, poiché fino alla fine della Seconda guerra mondiale San Donato rimase una zona di transizione tra la città e la campagna; una vera e propria espansione urbana avvenne solo dopo la costruzione del cavalcavia sulla linea ferroviaria Bologna-Ancona, e fino a quel momento gli unici insediamenti erano limitati a poche case disposte lungo la strada comunale San Donato.
In epoca fascista proseguirono gli interventi di edilizia residenziale pubblica: negli anni 1935-1937 vennero erette le case "popolarissime" in via Vezza, per un totale di 196 alloggi, destinati alle fasce più povere della popolazione, agli emarginati e alle persone indesiderate. San Donato allora acquisì in questo senso una connotazione classista, come altre zone periferiche di Bologna, dove poter isolare i soggetti invisi al regime e controllarli più facilmente. Intorno agli anni Quaranta invece fu realizzato il cosiddetto  "villaggio dei ferrovieri" di via della Campagna, interamente racchiuso tra i tracciati ferroviari della linea di cintura.
Solo dagli anni Cinquanta in avanti si verificò un pieno sviluppo urbano della zona, ancora con diversi interventi di edilizia pubblica ma anche privata. Sempre grazie all'attività dello IACP vaste parti del quartiere iniziarono ad essere urbanizzate, mentre nel 1949 il genio civile innalzò dieci palazzine per i profughi giuliani, poi demolite negli anni Ottanta. Nel 1948 venne eretta la Casa del Popolo del quartiere, mentre con il piano INA-Casa varato l'anno successivo venne previsto qui un grande comparto residenziale.
Negli anni Sessanta lo sviluppo edilizio proseguì con diversi interventi sempre ad opera dello IACP. In particolare vennero previsti due grandi insediamenti popolari: il primo a San Donnino, innalzato tra il 1963 e il 1965; il secondo oltre la tangenziale, a circa 4 km dalle antiche mura cittadine, che prese il nome di villaggio del Pilastro. La realizzazione del Pilastro, la cui prima parte venne completata tra il 1966 e il 1970, si susseguì nei decenni successivi con alterne vicende.
Nel 1978 iniziarono i lavori del Fiera District, ovvero il centro direzionale cittadino progettato da Kenzō Tange già alla fine degli anni '60. Nel 1983 saranno inaugurate le prime torri, ma i lavori verranno ultimati solamente nel 2011.

### Storia amministrativa
Il quartiere fu istituito nel 1962 e soppresso nel 2016 in luogo del nuovo quartiere San Donato-San Vitale.
| Presidenti di Quartiere | Presidenti di Quartiere | Presidenti di Quartiere | Presidenti di Quartiere              | Presidenti di Quartiere |
| ----------------------- | ----------------------- | ----------------------- | ------------------------------------ | ----------------------- |
| Periodo                 | Presidente              | Lista                   | Lista                                | Note                    |
| 2004 - 2011             | Riccardo Malagoli       |                         | Partito della Rifondazione Comunista | [ senza fonte ]         |
| 2011 - 2016             | Simone Borsari          |                         | Partito Democratico                  | [ senza fonte ]         |

### Origine del nome
Il quartiere prende il nome dal principale asse stradale che lo attraversa; l'odonimo San Donato deriva dalla chiesa omonima del centro storico della città. Tale via, conosciuta anticamente come Strada Sancti Donati e ora denominata Via Zamboni per il tratto interno alle mura, partiva da Piazza di Porta Ravegnana e passando per Porta San Donato, conduceva verso Granarolo e il contado di nord-est.

## Monumenti e luoghi d'interesse

### Architetture religiose
- Chiesa di Sant'Andrea di Quarto Superiore
- Chiesa di Sant'Antonio Maria Pucci
- Chiesa di Santa Caterina da Bologna
- Chiesa di San Domenico Savio
- Chiesa di San Donnino
- Chiesa di Sant'Egidio
- Chiesa di San Giovanni Battista di Calamosco
- Chiesa di San Nicolò di Villola
- Chiesa di San Vincenzo de' Paoli

### Architetture civili
Complesso residenziale "Le Torri"
Situate fuori porta Mascarella, si tratta di due torri alte settanta metri costruite in calcestruzzo armato, messe in opera con la tecnica della prefabbricazione. Furono progettate da Enzo Zacchiroli, ispirandosi a modelli di Alvar Aalto (Aalto-Hochhaus) e Frank Lloyd Wright (Price Tower), e realizzate tra il 1977 e il 1980. Le torri sono caratterizzate da una forte espressività plastica dovuta ai grandi balconi posti ad angolo acuto e alla monocromia del calcestruzzo a vista. La negazione dell'angolo retto come generatore delle volumetrie assieme alla soluzione planimetrica a ventaglio generano una "vibrazione spaziale" che rendono i prospetti delle torri estremamente dinamici, accentuati dal gioco di luci e ombre.

## Società

### Evoluzione demografica
abitanti censiti

## Geografia antropica

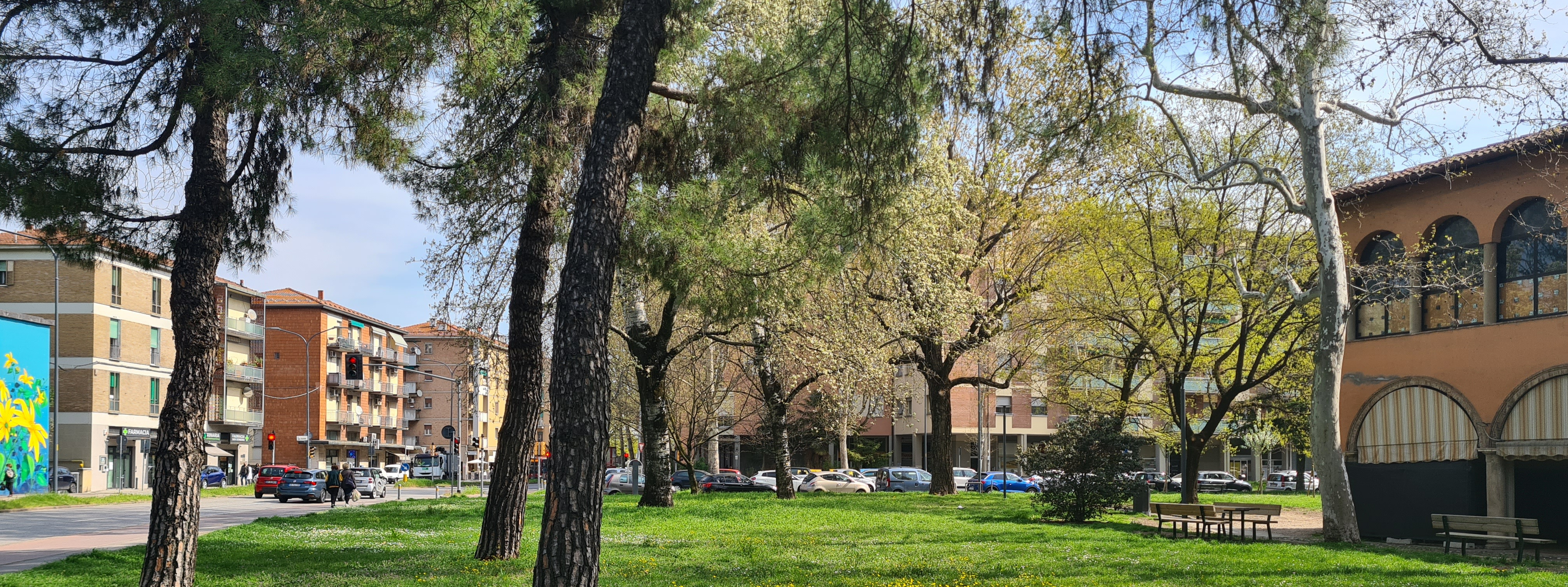
San Donnino: sulla destra è presente il Casalone, sulla sinistra via San Donato.

Il quartiere fa parte del Quartiere San Donato-San Vitale dal 2016 e ne è zona statistica. La zona principalmente urbanizzata è quella contigua alla città, posta tra Via Stalingrado e le ferrovie. Altre località sono Calamosco, San Sisto, San Nicolò di Villola e Quarto Superiore.
Complesso INA-Casa di via Andreini
Insediamento residenziale INA-Casa situato tra la linea ferroviaria di cintura e la via intitolata ad Isabella Andreini, che ne rappresenta l'asse stradale principale. Fu progettato dalla Cooperativa Architetti e Ingegneri di Reggio Emilia secondo matrici urbanistiche di derivazione nord-europea e anglosassone; venne realizzato nel 1957. Gli edifici, di altezze contenute, si sviluppano prevalentemente in orizzontale con bassi portici e varchi passanti di collegamento. La disposizione delle strutture crea un sistema di percorsi urbani risultando in ampi spazi verdi che hanno funzione di piazza o dove sono collocati alcuni servizi come le scuole materne.
DUC Stalingrado
Complesso di edifici progettato da Paolo Portoghesi e realizzato tra il 1990 e il 1995. Composto da una alta torre residenziale ed edifici più bassi in linea, con funzioni commerciali e di servizi, è caratterizzato dai tipici eccessi cromatici e decorativi dell'architetto romano. L'intervento urbanistico, situato nella cosiddetta periferia "interstiziale" (ovvero le aree rimaste inedificate nel tessuto urbano), venne pianificato tramite lo strumento del Disegno urbano concertato (DUC), che in base al PRG del 1985 serviva a coordinare i piani particolareggiati di iniziativa pubblica e privata.
Fiera District
Quartiere fieristico sorto tra il 1964 e il 1965 e poi ampliato secondo i piani dell'architetto giapponese Kenzō Tange durante gli anni '80. È sede oltre che della Fiera di Bologna, di numerosi enti e istituzioni, caratterizzandolo come centro direzionale cittadino.
Pilastro
Quartiere popolare situato nell'estrema periferia bolognese, pensato in origine per ospitare gli immigrati che giungevano a Bologna sulla spinta del boom economico. Venne progettato dallo IACP a partire dal 1958 come "villaggio autonomo", ma i piani vennero rivisti più volte, fino alla sua parziale realizzazione a partire dal 1966. In un secondo momento infatti il Pilastro fu inserito dal comune nei piani PEEP, e con una variante nel 1975 furono previste quattro torri e un lungo edificio soprannominato poi Virgolone.
San Donnino
Nucleo di recente formazione, delimitato dalla linea di cintura a sud, dalla tangenziale a est e da Viale Europa a nord. Fino agli anni '50 era una zona rurale, dove sorgevano solo la chiesa parrocchiale e l'edificio detto Casalone.